# Angus, Texas
Angus là một thành phố thuộc quận Navarro, tiểu bang Texas, Hoa Kỳ. Năm 2010, dân số là 414 người.

## Địa lý
Angus có tọa độ 31°59′20″B 96°25′28″T / 31,98889°B 96,42444°T (31,988851, -96,424350).
Theo Cục Thống kê Dân số Hoa Kỳ, thành phố có tổng diện tích 3,3 dặm vuông Anh (8,5 km2), trong đó, 3,3 dặm vuông Anh (8,5 km2) là đất liền và 0,04 dặm vuông Anh (0,10 km2) (0.60%) là nước.

## Dân số
- Dân số năm 2000: 334 người.
- Dân số năm 2010: 414 người.